# Debut (Tony Fruscella)
Debut è un album postumo di Tony Fruscella, pubblicato dalla Spotlite Records nel 1981.
Il disco raccoglie due registrazioni distinte del trombettista, la prima (anche come sua prima incisione come leader) è del 10 dicembre 1948 al Vocarium Studios di New York, mentre la seconda è della metà del 1953, dal vivo, al Open Door di New York City (jazz club dove si esibiva spesso), alcuni brani (non compresi in quest'album) di questa stessa performance live furono pubblicati nell'album Fru'n Brew. 

## Tracce
Lato A
1. Foo's – 2:47 (Autore sconosciuto) – Registrato il 10 dicembre 1948 a New York City, New York
2. Flues – 2:44 (Autore sconosciuto) – Registrato il 10 dicembre 1948 a New York City, New York
3. Oh Yeah – 3:24 (Autore sconosciuto) – Registrato il 10 dicembre 1948 a New York City, New York
4. Little Orgg – 2:52 (Tony Fruscella) – Registrato il 10 dicembre 1948 a New York City, New York
5. Out of Nowhere – 3:19 (Johnny Green, Edward Heyman) – Registrato il 10 dicembre 1948 a New York City, New York
6. Flues – 2:32 (Autore sconosciuto) – Registrato il 10 dicembre 1948 a New York City, New York
7. Little Orgg – 2:07 (Tony Fruscella) – Registrato il 10 dicembre 1948 a New York City, New York
8. Out of Nowhere – 2:52 (Johnny Green, Edward Heyman) – Registrato il 10 dicembre 1948 a New York City, New York

Durata totale: 22:37
Lato B
1. Bernie's Tune – 8:52 (Bernie Miller, Bobby Lehman) – Registrato dal vivo nel 1953 a New York City, New York
2. Loverman – 6:36 (Roger Ram Ramirez, Jimmy Davis, Jimmy Sherman) – Registrato dal vivo nel 1953 a New York City, New York
3. Night in Tunisia – 8:28 (Dizzy Gillespie, Frank Paparelli) – Registrato dal vivo nel 1953 a New York City, New York

Durata totale: 23:56

## Musicisti
Lato A
- Tony Fruscella - tromba
- Chick Maures - sassofono alto
- Bill Triglia - pianoforte
- Red Mitchell - contrabbasso
- Dave Troy - batteria

Lato B
- Tony Fruscella - tromba
- Brew Moore - sassofono tenore
- Bill Triglia - pianoforte
- Teddy Kotick - contrabbasso
- Art Mardigan - batteria